# Primer ministro de la República de China
El presidente del Yuan Ejecutivo (chino tradicional: 行政院長; pinyin: Xíng Zhèng Yuàn Zhǎng; Wade-Giles: Hsing Cheng Yüan Chang), conocido informalmente como presidente del Gobierno de la República de China, o también primer ministro de la República de China, es el jefe del Yuan Ejecutivo, el poder ejecutivo de la República de China, que administra las islas de Taiwán, Penghu, Kinmen y Matsu. El jefe de Gobierno es nombrado por el presidente de la República de China sin la aprobación de la Yuan Legislativo.
Anterior al establecimiento del Yuan Ejecutivo en 1928, el primer ministro era conocido como primer ministro del Gabinete en 1912. A partir de 1914 pasó a llamarse secretario de Estado y, a partir de 1916, presidente del Consejo de Estado en el Gobierno de Beiyang. En 1928, el gobierno del Kuomintang estableció el Yuan Ejecutivo y Tan Yankai fue nombrado primer presidente del mismo.

## Lista de primeros ministros de la República de China
Nota: El gobierno imperial de la dinastía Qing creó el "Gabinete de la Familia Imperial" en mayo de 1911. Tras el Levantamiento de Wuchang en octubre del mismo año provocó la abolición del Gabinete en noviembre y el nombramiento de Yuan Shikai como jefe del Gobierno. Poco después, en marzo de 1912, el gobierno imperial colapsó.
     Independiente
     Era de los señores de la guerra
     Progresista
     Kuomintang (Nacionalista)
     Democrático Progresista

### República de China (1912-1915)
| Primer ministro                                  | Primer ministro | Primer ministro                       | Inicio                   | Fin                      | Partido              | Presidente (periodo)    | Presidente (periodo) |
| ------------------------------------------------ | --------------- | ------------------------------------- | ------------------------ | ------------------------ | -------------------- | ----------------------- | -------------------- |
| Presidente del Gabinete de la República de China |                 |                                       |                          |                          |                      |                         |                      |
|                                                  |                 | Tang Shaoyi 唐紹儀 (1862-1938)        | 13 de marzo de 1912      | 27 de junio de 1912      | Camarilla de Beiyang |                         | Sun Yat-sen (1912)   |
|                                                  |                 | Tang Shaoyi 唐紹儀 (1862-1938)        | 13 de marzo de 1912      | 27 de junio de 1912      | Camarilla de Beiyang | Yuan Shikai (1912-1913) |                      |
|                                                  |                 | Lu Cheng-hsiang 陸徵祥 (1871-1949)    | 27 de junio de 1912      | 22 de septiembre de 1912 | Camarilla de Beiyang |                         |                      |
|                                                  |                 | Zhao Bingjun 趙秉鈞 (1859-1914)       | 22 de septiembre de 1912 | 1 de mayo de 1913        | Camarilla de Beiyang |                         |                      |
|                                                  |                 | Duan Qirui 段祺瑞 (1865-1936)         | 1 de mayo de 1913        | 31 de julio de 1913      | Camarilla de Beiyang |                         |                      |
|                                                  |                 | Xiong Xiling 熊希龄 (1870-1937)       | 31 de julio de 1913      | 12 de febrero de 1914    | Camarilla de Beiyang |                         |                      |
|                                                  |                 | Sun Baoqi 孫寶琦 (1867-1931) interino | 12 de febrero de 1914    | 1 de mayo de 1914        | Camarilla de Beiyang |                         |                      |
| Secretario de Estado de la República de China    |                 |                                       |                          |                          |                      |                         |                      |
|                                                  |                 | Xu Shichang 徐世昌 (1855-1939)        | 1 de mayo de 1914        | 22 de diciembre de 1915  | Camarilla de Beiyang |                         |                      |

### Imperio de China (1915-1916)
| Primer ministro                        | Primer ministro | Primer ministro                  | Inicio                  | Fin                 | Dinastía | Emperador (periodo)     |
| -------------------------------------- | --------------- | -------------------------------- | ----------------------- | ------------------- | -------- | ----------------------- |
| Secretario de Estado del Imperio chino |                 |                                  |                         |                     |          |                         |
|                                        |                 | Lu Zhengxiang 陸徵祥 (1871-1949) | 22 de diciembre de 1915 | 22 de marzo de 1916 | Hongxian | Yuan Shikai (1915-1916) |

### República de China (1916-1917)
| Primer ministro                                           | Primer ministro | Primer ministro                         | Inicio              | Fin                 | Partido              | Presidente (periodo) | Presidente (periodo)   |
| --------------------------------------------------------- | --------------- | --------------------------------------- | ------------------- | ------------------- | -------------------- | -------------------- | ---------------------- |
| Secretario de Estado de la República de China             |                 |                                         |                     |                     |                      |                      |                        |
|                                                           |                 | Xu Shichang 徐世昌 (1855-1939)          | 22 de marzo de 1916 | 23 de abril de 1916 | Camarilla de Beiyang |                      | Yuan Shikai (1916)     |
|                                                           |                 | Duan Qirui 段祺瑞 (1865-1936)           | 23 de abril de 1916 | 29 de junio de 1916 | Camarilla de Beiyang |                      | Yuan Shikai (1916)     |
| Presidente del Consejo de Estado de la República de China |                 |                                         |                     |                     |                      |                      |                        |
|                                                           |                 | Duan Qirui 段祺瑞 (1865-1936)           | 29 de junio de 1916 | 23 de mayo de 1917  | Progresista          |                      | Li Yuanhong(1916-1917) |
|                                                           |                 | Wu Tingfang 伍廷芳 (1842-1922) interino | 23 de mayo de 1917  | 28 de mayo de 1917  | Progresista          |                      | Li Yuanhong(1916-1917) |
|                                                           |                 | Li Jingxi 李經羲 (1859-1925)            | 28 de mayo de 1917  | 1 de julio de 1917  | Progresista          |                      | Li Yuanhong(1916-1917) |

### Restauración manchú(1917)
| Primer ministro                       | Primer ministro | Primer ministro            | Inicio             | Fin                 | Partido       | Emperador (periodo) |
| ------------------------------------- | --------------- | -------------------------- | ------------------ | ------------------- | ------------- | ------------------- |
| Primer ministro del Gabinete Imperial |                 |                            |                    |                     |               |                     |
|                                       |                 | Zhang Xun 張勳 (1854-1923) | 1 de julio de 1917 | 12 de julio de 1917 | Independiente | Xuantong (1917)     |

### República de China (1917-1924)
| Primer ministro                                                      | Primer ministro              | Primer ministro                             | Inicio                   | Fin                      | Partido                     | Presidente (periodo) | Presidente (periodo)        |
| -------------------------------------------------------------------- | ---------------------------- | ------------------------------------------- | ------------------------ | ------------------------ | --------------------------- | -------------------- | --------------------------- |
| Presidente del Consejo de Estado de la República de China            |                              |                                             |                          |                          |                             |                      |                             |
|                                                                      |                              | Duan Qirui 段祺瑞 (1865-1936)               | 14 de julio de 1917      | 22 de noviembre de 1917  | Camarilla de Anhui          |                      | Feng Guozhang (1917-1918)   |
|                                                                      |                              | Wang Daxie 汪大燮 (1860-1929) interino      | 22 de noviembre de 1917  | 30 de noviembre de 1917  | Camarilla de Zhili          |                      | Feng Guozhang (1917-1918)   |
|                                                                      |                              | Wang Shizhen 王士珍 (1861-1930) interino    | 30 de noviembre de 1917  | 20 de febrero de 1918    | Camarilla de Anhui          |                      | Feng Guozhang (1917-1918)   |
|                                                                      |                              | Qian Nengxun 錢能訓 (1870-1924) interino    | 20 de febrero de 1918    | 23 de marzo de 1918      | Camarilla de Anhui          |                      | Feng Guozhang (1917-1918)   |
|                                                                      |                              | Duan Qirui 段祺瑞 (1865-1936)               | 23 de marzo de 1918      | 10 de octubre de 1918    | Camarilla de Anhui          |                      | Feng Guozhang (1917-1918)   |
|                                                                      |                              | Qian Nengxun 錢能訓 (1870-1924) interino    | 10 de octubre de 1918    | 13 de junio de 1919      | Camarilla de Anhui          |                      | Xu Shichang (1918-1922)     |
|                                                                      |                              | Gong Xinzhan 龔心湛 (1871-1943) interino    | 13 de junio de 1919      | 24 de septiembre de 1919 | Camarilla de Anhui          |                      | Xu Shichang (1918-1922)     |
|                                                                      |                              | Jin Yunpeng 龔心湛 (1877-1951)              | 24 de septiembre de 1919 | 14 de mayo de 1920       | Camarilla de Anhui          |                      | Xu Shichang (1918-1922)     |
|                                                                      |                              | Sa Zhenbing 靳雲鵬 (1859-1952)              | 14 de mayo de 1920       | 9 de agosto de 1920      | Camarilla de Anhui          |                      | Xu Shichang (1918-1922)     |
|                                                                      |                              | Jin Yunpeng 龔心湛 (1877-1951)              | 9 de agosto de 1920      | 18 de diciembre de 1921  | Camarilla de Anhui          |                      | Xu Shichang (1918-1922)     |
|                                                                      |                              | Yan Huiqing 顏惠慶 (1877-1950) interino     | 18 de diciembre de 1921  | 24 de diciembre de 1921  | Camarilla de Zhili          |                      | Xu Shichang (1918-1922)     |
|                                                                      |                              | Liang Shiyi 梁士詒 (1869-1933)              | 18 de diciembre de 1921  | 25 de enero de 1922      | Camarilla de Comunicaciones |                      | Xu Shichang (1918-1922)     |
|                                                                      |                              | Yan Huiqing 顏惠慶 (1877-1950) interino     | 25 de enero de 1922      | 8 de abril de 1922       | Camarilla de Zhili          |                      | Xu Shichang (1918-1922)     |
|                                                                      |                              | Zhou Ziqi 周自齊 (1869-1923) interino       | 8 de abril de 1922       | 11 de junio de 1922      | Camarilla de Anhui          |                      | Xu Shichang (1918-1922)     |
|                                                                      |                              | Zhou Ziqi 周自齊 (1869-1923) interino       | 8 de abril de 1922       | 11 de junio de 1922      | Camarilla de Anhui          | Zhou Ziqi (1922)     |                             |
|                                                                      |                              | Yan Huiqing 顏惠慶 (1877-1950)              | 11 de junio de 1922      | 5 de agosto de 1922      | Camarilla de Zhili          |                      | Li Yuanhong (1922-1923)     |
|                                                                      |                              | Wang Chonghui 王寵惠 (1881-1958) interino   | 5 de agosto de 1922      | 29 de noviembre de 1922  | Independiente               |                      | Li Yuanhong (1922-1923)     |
|                                                                      |                              | Wang Daxie 汪大燮 (1860-1929) interino      | 29 de noviembre de 1922  | 11 de diciembre de 1922  | Camarilla de Zhili          |                      | Li Yuanhong (1922-1923)     |
|                                                                      |                              | Wang Zhengting 王正廷 (1882-1961) interino  | 11 de diciembre de 1922  | 4 de enero de 1923       | Independiente               |                      | Li Yuanhong (1922-1923)     |
|                                                                      |                              | Zhang Shaozeng 張紹曾 (1879-1928)           | 4 de enero de 1923       | 9 de septiembre de 1923  | Camarilla de Beiyang        |                      | Li Yuanhong (1922-1923)     |
|                                                                      | Gao Lingwei (1923)           | Zhang Shaozeng 張紹曾 (1879-1928)           | 4 de enero de 1923       | 9 de septiembre de 1923  | Camarilla de Beiyang        |                      |                             |
|                                                                      |                              | Gao Lingwei 高凌霨 (1868-1932)              | 9 de septiembre de 1923  | 12 de enero de 1924      | Independiente               |                      |                             |
|                                                                      | Cao Kun (1923-1924)          | Gao Lingwei 高凌霨 (1868-1932)              | 9 de septiembre de 1923  | 12 de enero de 1924      | Independiente               |                      |                             |
|                                                                      |                              | Sun Baoqi 薩鎮冰 (1867-1931)                | 12 de enero de 1924      | 2 de julio de 1924       | Camarilla de Beiyang        |                      |                             |
|                                                                      |                              | Wellington Koo 顧維鈞 (1887-1985) interino  | 2 de julio de 1924       | 14 de septiembre de 1924 | Independiente               |                      |                             |
|                                                                      |                              | Yan Huiqing 顏惠慶 (1877-1950)              | 14 de septiembre de 1924 | 31 de octubre de 1924    | Camarilla de Zhili          |                      |                             |
|                                                                      |                              | Huang Fu 高凌霨 (1883-1936)                 | 31 de octubre de 1924    | 24 de noviembre de 1924  | Independiente               |                      |                             |
|                                                                      | Huang Fu (1924)              | Huang Fu 高凌霨 (1883-1936)                 | 31 de octubre de 1924    | 24 de noviembre de 1924  | Independiente               |                      |                             |
| Puesto abolido (24 de noviembre 1924-26 de diciembre 1925)           |                              |                                             |                          |                          |                             |                      |                             |
| Presidente del Consejo de Estado de la República de China            |                              |                                             |                          |                          |                             |                      |                             |
|                                                                      |                              | Xu Shiying 許世英 (1873-1964)               | 26 de diciembre de 1925  | 4 de marzo de 1926       | Independiente               |                      | Duan Qirui (1925-1926)      |
|                                                                      |                              | Jia Deyao 賈德耀 (1880-1940) interino       | 4 de marzo de 1926       | 20 de abril de 1926      | Independiente               |                      | Duan Qirui (1925-1926)      |
|                                                                      |                              | Hu Weide 胡惟德 (1863-1933) interino        | 20 de abril de 1926      | 13 de mayo de 1926       | Independiente               |                      | Hu Weide (1926)             |
|                                                                      |                              | Yan Huiqing 顏惠慶 (1877-1950) interino     | 13 de mayo de 1926       | 22 de junio de 1926      | Independiente               |                      | Yan Huiqing (1926)          |
|                                                                      |                              | Du Xigui 杜錫珪 (1875-1933) interino        | 22 de junio de 1926      | 1 de octubre de 1926     | Independiente               |                      | Du Xigui (1926)             |
|                                                                      |                              | Wellington Koo 顧維鈞 (1888-1985) interino  | 1 de octubre de 1926     | 18 de junio de 1927      | Independiente               |                      | Wellington Koo (1926)       |
|                                                                      |                              | Pan Fu 潘復 (1883-1936) interino            | 18 de junio de 1927      | 2 de junio de 1928       | Independiente               |                      | Zhang Zuolin (1927-1928)    |
| Presidente del Yuan Ejecutivo de la República de China               |                              |                                             |                          |                          |                             |                      |                             |
|                                                                      |                              | Tan Yankai 譚延闓 (1880-1930)               | 2 de junio de 1928       | 22 de septiembre de 1930 | Kuomintang                  |                      | Tan Yankai (1928)           |
|                                                                      | Chiang Kai-shek (1928-1931)  | Tan Yankai 譚延闓 (1880-1930)               | 2 de junio de 1928       | 22 de septiembre de 1930 | Kuomintang                  |                      |                             |
|                                                                      |                              | T. V. Soong 宋子文 (1894-1970)              | 22 de septiembre de 1930 | 4 de diciembre de 1930   | Kuomintang                  |                      |                             |
|                                                                      |                              | Chiang Kai-shek 蒋中正 (1887-1975)          | 4 de diciembre de 1930   | 15 de diciembre de 1931  | Kuomintang                  |                      |                             |
|                                                                      |                              | Chen Mingshu 陳銘樞 (1889-1965)             | 15 de diciembre de 1931  | 1 de enero de 1932       | Kuomintang                  |                      | Lin Sen (1931-1943)         |
|                                                                      |                              | Sun Fo 孫科 (1891-1973)                     | 1 de enero de 1931       | 28 de enero de 1932      | Kuomintang                  |                      | Lin Sen (1931-1943)         |
|                                                                      |                              | Wang Jingwei 汪兆銘 (1883-1944)             | 28 de enero de 1932      | 1 de diciembre de 1935   | Kuomintang                  |                      | Lin Sen (1931-1943)         |
|                                                                      |                              | Chiang Kai-shek 蒋中正 (1887-1975)          | 1 de diciembre de 1935   | 1 de enero de 1938       | Kuomintang                  |                      | Lin Sen (1931-1943)         |
|                                                                      |                              | H. H. Kung 孔祥熙 (1881-1967)               | 1 de enero de 1938       | 11 de diciembre de 1939  | Kuomintang                  |                      | Lin Sen (1931-1943)         |
|                                                                      |                              | Chiang Kai-shek 蒋中正 (1887-1975)          | 11 de diciembre de 1939  | 31 de mayo de 1945       | Kuomintang                  |                      | Lin Sen (1931-1943)         |
|                                                                      | Chiang Kai-shek (1943-1948)  | Chiang Kai-shek 蒋中正 (1887-1975)          | 11 de diciembre de 1939  | 31 de mayo de 1945       | Kuomintang                  |                      |                             |
|                                                                      |                              | T. V. Soong 宋子文 (1894-1970)              | 31 de mayo de 1945       | 1 de marzo de 1947       | Kuomintang                  |                      |                             |
|                                                                      |                              | Chiang Kai-shek 蒋中正 (1887-1975)          | 1 de marzo de 1947       | 18 de abril de 1947      | Kuomintang                  |                      |                             |
|                                                                      |                              | Chang Ch'ün 張群 (1889-1990)                | 18 de abril de 1947      | 24 de mayo de 1948       | Kuomintang                  |                      |                             |
| Presidente del Yuan Ejecutivo de la República de China (solo Taiwán) |                              |                                             |                          |                          |                             |                      |                             |
|                                                                      |                              | Wong Wen-hao 翁文灝 (1889-1871)             | 24 de mayo de 1948       | 26 de noviembre de 1948  | Kuomintang                  |                      | Chiang Kai-shek (1948-1949) |
|                                                                      |                              | Sun Fo 孫科 (1891-1973)                     | 26 de noviembre de 1948  | 12 de marzo de 1949      | Kuomintang                  |                      | Chiang Kai-shek (1948-1949) |
|                                                                      | Li Zongren (1949-1950)       | Sun Fo 孫科 (1891-1973)                     | 26 de noviembre de 1948  | 12 de marzo de 1949      | Kuomintang                  |                      |                             |
|                                                                      |                              | He Yingqin 何應欽 (1890-1987)               | 12 de marzo de 1949      | 3 de junio de 1949       | Kuomintang                  |                      |                             |
|                                                                      |                              | Yan Xishan 閻錫山 (1883-1960)               | 3 de junio de 1949       | 7 de marzo de 1950       | Kuomintang                  |                      |                             |
|                                                                      | Chiang Kai-shek (1950-1975)  | Yan Xishan 閻錫山 (1883-1960)               | 3 de junio de 1949       | 7 de marzo de 1950       | Kuomintang                  |                      |                             |
|                                                                      |                              | Chen Cheng 陳誠 (1897-1965)                 | 7 de marzo de 1950       | 7 de junio de 1954       | Kuomintang                  |                      |                             |
|                                                                      |                              | Yu Hung-chun 俞鴻鈞 (1897-1960)             | 7 de junio de 1954       | 30 de junio de 1958      | Kuomintang                  |                      |                             |
|                                                                      |                              | Chen Cheng 陳誠 (1897-1965)                 | 30 de junio de 1958      | 1 de julio de 1963       | Kuomintang                  |                      |                             |
|                                                                      |                              | Wang Yun-wu 孔祥熙 (1888-1879) interino     | 1 de julio de 1963       | 16 de septiembre de 1963 | Independiente               |                      |                             |
|                                                                      |                              | Chen Cheng 陳誠 (1897-1965)                 | 16 de septiembre de 1963 | 15 de diciembre de 1963  | Kuomintang                  |                      |                             |
|                                                                      |                              | Yen Chia-kan 嚴家淦 (1905-1993)             | 15 de diciembre de 1963  | 29 de mayo de 1972       | Kuomintang                  |                      |                             |
|                                                                      |                              | Chiang Ching-kuo 蔣經國 (1910-1988)         | 29 de mayo de 1972       | 19 de mayo de 1978       | Kuomintang                  |                      |                             |
|                                                                      | Yen Chia-kan (1975-1978)     | Chiang Ching-kuo 蔣經國 (1910-1988)         | 29 de mayo de 1972       | 19 de mayo de 1978       | Kuomintang                  |                      |                             |
|                                                                      |                              | Hsu Ching-chung 徐慶鐘 (1907-1996) interino | 19 de mayo de 1978       | 1 de junio de 1978       | Kuomintang                  |                      |                             |
|                                                                      | Chiang Ching-kuo (1978-1988) | Hsu Ching-chung 徐慶鐘 (1907-1996) interino | 19 de mayo de 1978       | 1 de junio de 1978       | Kuomintang                  |                      |                             |
|                                                                      |                              | Sun Yun-suan 孫運璿 (1913-2006)             | 1 de junio de 1978       | 20 de mayo de 1984       | Kuomintang                  |                      |                             |
|                                                                      |                              | Yu Kuo-hwa 俞國華 (1914-2000)               | 20 de mayo de 1984       | 21 de mayo de 1989       | Kuomintang                  |                      |                             |
|                                                                      | Lee Teng-hui (1988-2000)     | Yu Kuo-hwa 俞國華 (1914-2000)               | 20 de mayo de 1984       | 21 de mayo de 1989       | Kuomintang                  |                      |                             |
|                                                                      |                              | Lee Huan 李煥 (1917-2010)                   | 21 de mayo de 1989       | 1 de junio de 1990       | Kuomintang                  |                      |                             |
|                                                                      |                              | Hau Pei-tsun 郝柏村 (1919-)                 | 1 de junio de 1990       | 10 de febrero de 1993    | Kuomintang                  |                      |                             |
|                                                                      |                              | Lien Chan 連戰 (1936-)                      | 10 de febrero de 1993    | 1 de septiembre de 1997  | Kuomintang                  |                      |                             |
|                                                                      |                              | Vincent Siew 蕭萬長 (1939-)                 | 1 de septiembre de 1997  | 20 de mayo de 2000       | Kuomintang                  |                      |                             |
|                                                                      |                              | Tang Fei 唐飛 (1932-)                       | 20 de mayo de 2000       | 6 de octubre de 2000     | Kuomintang                  |                      | Chen Shui-bian (2000-2008)  |
|                                                                      |                              | Chang Chun-hsiung 張俊雄 (1938-)            | 6 de octubre de 2000     | 1 de febrero de 2002     | Progresista Democrático     |                      | Chen Shui-bian (2000-2008)  |
|                                                                      |                              | Yu Shyi-kun 游錫堃 (1948-)                  | 1 de febrero de 2002     | 1 de febrero de 2005     | Progresista Democrático     |                      | Chen Shui-bian (2000-2008)  |
|                                                                      |                              | Frank Hsieh Chang-ting 謝長廷 (1946-)       | 1 de febrero de 2005     | 25 de enero de 2006      | Progresista Democrático     |                      | Chen Shui-bian (2000-2008)  |
|                                                                      |                              | Su Tseng-chang 蘇貞昌 (1947-)               | 25 de enero de 2006      | 21 de mayo de 2007       | Progresista Democrático     |                      | Chen Shui-bian (2000-2008)  |
|                                                                      |                              | Chang Chun-hsiung 張俊雄 (1938-)            | 21 de mayo de 2007       | 20 de mayo de 2008       | Progresista Democrático     |                      | Chen Shui-bian (2000-2008)  |
|                                                                      |                              | Liu Chao-shiuan 劉兆玄 (1943-)              | 20 de mayo de 2008       | 10 de septiembre de 2009 | Kuomintang                  |                      | Ma Ying-jeou (2008-2016)    |
|                                                                      |                              | Wu Den-yih 吳敦義 (1948-)                   | 10 de septiembre de 2009 | 6 de febrero de 2012     | Kuomintang                  |                      | Ma Ying-jeou (2008-2016)    |
|                                                                      |                              | Sean Chen 陳冲 (1949-)                      | 6 de febrero de 2012     | 18 de febrero de 2013    | Kuomintang                  |                      | Ma Ying-jeou (2008-2016)    |
|                                                                      |                              | Jiang Yi-hua 江宜樺 (1960-)                 | 18 de febrero de 2013    | 8 de diciembre de 2014   | Kuomintang                  |                      | Ma Ying-jeou (2008-2016)    |
|                                                                      |                              | Mao Chi-kuo 毛治國 (1948-)                  | 8 de diciembre de 2014   | 1 de febrero de 2016     | Kuomintang                  |                      | Ma Ying-jeou (2008-2016)    |
|                                                                      |                              | Chang San-cheng 張善政 (1954-)              | 1 de febrero de 2016     | 20 de mayo de 2016       | Independiente               |                      | Ma Ying-jeou (2008-2016)    |
|                                                                      |                              | Lin Chuan 林全 (1951-)                      | 20 de mayo de 2016       | 8 de septiembre de 2017  | Independiente               |                      | Tsai Ing-wen (2016-2024)    |
|                                                                      |                              | Lai Ching‑te 賴清德 (1959-)                 | 8 de septiembre de 2017  | 14 de enero de 2019      | Progresista Democrático     |                      | Tsai Ing-wen (2016-2024)    |
|                                                                      |                              | Su Tseng-chang 蘇貞昌 (1947-)               | 14 de enero de 2019      | 31 de enero de 2023      | Progresista Democrático     |                      | Tsai Ing-wen (2016-2024)    |
|                                                                      |                              | Chien Chien-jen 蘇貞昌 (1951-)              | 31 de enero de 2023      | 20 de mayo de 2024       | Progresista Democrático     |                      | Tsai Ing-wen (2016-2024)    |
|                                                                      |                              | Cho Jung-tai 卓榮泰 (1959-)                 | 20 de mayo de 2024       | Presente                 | Progresista Democrático     |                      | Lai Ching‑te (2024-)        |